# Hordaland
Hordaland (Horðar afgeleid van het Germaanse woord voor bos, haruder (bosvolk) en land (Het land van het bosvolk)) is een fylke ('provincie') met 9,7% van de inwoners van Noorwegen.
Hordaland grenst in het noorden aan Sogn og Fjordane, in het oosten aan Buskerud, in het zuidoosten aan Telemark en in het zuiden aan Rogaland. De door de natuur gegeven grenzen zijn als volgt: in het noorden de langste fjord van Noorwegen, de Sognefjord, in het oosten de Hardangervidda (waarvan ongeveer de helft in deze fylke ligt) en in het westen de Noordzee.
Hordaland werd met ingang van 2020 opgeheven en samengevoegd met Sogn og Fjordane tot de nieuwe provincie Vestland. Voor de verkiezingen van het Noorse parlement blijft de oude provincie nog wel bestaan als kiesdistrict.

## Geschiedenis
Voor 1919 was de naam van deze provincie Søndre Bergenhus amt. De stad Bergen werd opgenomen in Hordaland tijdens een grote reorganisatie van gemeentes in 1972. De toenmalige gemeenten Bergen, Arna, Fana, Laksevåg en Åsane werden samengevoegd in de gemeente Bergen, de provincie Bergen hield tegelijkertijd op te bestaan.
In Bergen ligt het gebied Bryggen, dat met zijn bebouwing uit de Middeleeuwen op de Werelderfgoedlijst van UNESCO staat.

## Demografie
- De Horden (harudene), die hun naam verleende aan deze provincie, waren een volksstam die naar Noorwegen kwam tijdens de Grote Volksverhuizing.

## Bestuurlijke indeling
De bewoning is vooral te vinden aan de kust en langs de fjorden, waar ongeveer 75% de bevolking in dorpen en kleinere plaatsen wonen.

### Dedistrictenvan Hordaland
Hordaland bestaat uit vijf districten:
- Hardanger district

Eidfjord, Granvin, Jondal, Kvam, Odda, Ullensvang en Ulvik (delen van Kvinnherad zou ook hier meegenomen kunnen worden).
- Voss district

Voss.
- Sunnhordland district

Austevoll, Bømlo, Etne, Fitjar, Kvinnherad, Stord, Sveio en Tysnes.
- Nordhordland district

Austrheim, Fedje, Lindås, Masfjorden, Meland, Modalen, Radøy en Osterøy.
- Midthordland district

Askøy, Bergen, Fjell, Fusa, Os, Samnanger, Sund, Vaksdal en Øygarden.

### Steden
- Stad (stadsrecht): Bergen (gesticht in 1070), Hanzestad, de tweede grootste stad van Noorwegen. Meer dan 60% van de bewoners van Hordaland woont in Bergen en omgeving.

Andere belangrijke plaatsen zijn:
- Bømlo
- Leirvik
- Voss
- Odda

### Gemeenten
Hordaland bestond uit 33 gemeenten:
| 1. Askøy 2. Austevoll 3. Austrheim 4. Bergen 5. Bømlo 6. Eidfjord 7. Etne 8. Fedje 9. Fitjar 10. Fjell 11. Fusa | 1. Granvin 2. Jondal 3. Kvam 4. Kvinnherad 5. Lindås 6. Masfjorden 7. Meland 8. Modalen 9. Odda 10. Os 11. Osterøy | 1. Øygarden 2. Radøy 3. Samnanger 4. Stord 5. Sund 6. Sveio 7. Tysnes 8. Ullensvang 9. Ulvik 10. Vaksdal 11. Voss |

### Fusies in 2020
Bij het opheffen van de provincie op 1 januari 2020 fuseerden Lindås, Meland en Radøy tot de gemeente Alver, Fusa en Os tot Bjørnafjorden. Jondal en Odda werden opgenomen in de gemeente Ullensvang, Granvin en Voss gingen samen in de huidige gemeente Voss en de gemeente Fjell en Sund werden opgenomen in de gemeente Øygarden. Alle nog bestaande gemeenten werden opgenomen in de fylke Vestland.

## Bezienswaardigheden
Deze provincie staat bekend om zijn mooie fjorden en vele watervallen zoals Vøringsfossen, Steinsdalsfossen, Låtefossen en Stykkjedalsfossen. De fjorden snijden diep in deze provincie, zo diep zelfs dat geen plaats verder dan 50 km van een fjord ligt. De 179 km lange Hardangerfjord snijdt de provincie haast in tweeën.
In het binnenland zijn tevens gletsjers zoals Folgefonna en Hardangerjøkulen te vinden naast skigebieden en waterkrachtcentrales.
Veel bezocht is Bryggen in Bergen.

## Cultuur

### Musea
- Edvard Grieg Museum Troldhaugen
- Hardangervidda Natursenter

## Natuur
- Gletsjers: Folgefonnagletsjer in Nationaal park Folgefonna (de 6e gletsjer in volgorde van grootte in Noorwegen).
- Bergen: Hardangerjøkulen (1863 m), Sandfloeggi (1721 m), Hårteigen (1690 m), Olsskavlen (1576 m), Fuglafjellet (1334 m), Tveitakvitingen (1299 m), Runderabben(1292 m), Skjervasshovden (1264 m), Årdalsryggen (1070 m).
- Hoogvlakte: Hardangervidda.
- Vardetangen in de gemeente Austrheim is het westelijkste punt van het Noorse vasteland.
- Het beukenbos, Lindås: Te Vollom bij Seim is het noordelijkste beukenbos in de wereld, dat geen aangelegd park is. Delen hiervan vallen onder de natuurbeschermingswetten.
- Aan de kust liggen ongeveer 6500 eilanden (13% van de oppervlakte), terwijl berggebieden die hoger liggen dan 900 m 38% van het oppervlak dekken.

### Nationale parken en natuurreservaten
- Beschermde natuur, 148 gebieden, 3126 km²:
- Nationaal park - 2533 km²:
  - Nationaal park Folgefonna (720 km² totaal), opgericht in 2005.
  - Hardangervidda nationaal park (3422 km² totaal, 1813 km² in Hordaland, rest in Buskerud en Telemark), opgericht in 1981
- Natuurreservaten - 7 (93 km²)
  - Beschermd landschap - 500 km²:
  - Skaupsjøen/Hardangerjøkulen (551 km² in totaal, 390 km² in Hordaland)
  - Stølsheimen (367 km² in totaal, 75 km² in Hordaland, rest in Sogn og Fjordane), opgericht in 1990
  - Nærøyfjord (576 km² totaal (inclusief 29 km² zeegebied, 35 km² in Hordaland, rest in Sogn og Fjordane), opgericht in 2002

### Fjorden
- Hardangerfjord
- Eidfjord
- Nærøyfjord
- Sørfjord

## Economie
In Hordaland is vooral fruitteelt en veeteelt belangrijk aan de agrarische kant, terwijl de industrie vooral gedomineerd werd door scheepsbouw, productie van uitrusting voor de offshoreindustrie en visteelt. Verder is de primaire metaalindustrie en textielindustrie sterk aanwezig.

## Verkeer en vervoer
In deze provincie zijn veel tunnels, bruggen en veerdiensten te vinden, naast regionale (Flesland) en lokale vliegvelden. De E39 loopt door de provincie vanaf de grens met Rogaland in het zuiden via veerbooten, bruggen en de Bømlafjordtunnel (7931 m lang, diepste punt 260,4 m onder de zee, hellingspercentage 8,5%) naar Bergen en verder door naar het noorden en de provincie Sogn og Fjordane. Een andere bijzonderheid omtrent deze weg is de Nordhordalandsbrug (Nordhordalandsbroen), een 1610 m lange pontonbrug zonder zijverankering.
Rijksweg 7 is de wegverbinding tussen Oslo en Bergen, via de Hardangervidda langs de Hardangerjøkulen. Totdat er 3 tunnels in Måbødalen werden gebouwd, was dit een weg waar veel ongelukken gebeurden, door de zeer steile klim en zeer bochtige wegen. Tegenwoordig is de oude weg open voor fietsers en voetgangers.
In de provincie bevindt zich ook de Folgefonntunnel (11 km lang), die onder de Folgefonngletsjer loopt.
Tussen Oslo en Bergen is verder de spoorweg Bergensbanen gelegen. Dit is de hoogst gelegen hoofdlijn in Europa. Net zoals Rijksweg 7 kruist deze de Hardangervidda. Het eerste traject, tussen Voss en Myrdal, werd in 1906 geopend. De totale lengte is 493 km en er zijn 182 tunnels. Finse is het hoogst gelegen station, 1222 m boven de zee.
Hurtigruten, een route voor goederen- en passagiersschepen, die te Kirkenes in Finnmark eindigt, heeft Bergen als startpunt.

## Klimaat
Er valt veel regen in deze provincie en door de grote valhoogte wekt Hordaland op Nordland na de meeste waterkracht op in Noorwegen.

## Het wapen
Het wapen van Hordaland is gebaseerd op een zegel die in Onarheim, Tysnes, op een brief uit 1344 is gevonden. Het wapen werd bij Koninklijk Besluit op 1 december 1961 aangenomen.

## De provinciale bloem

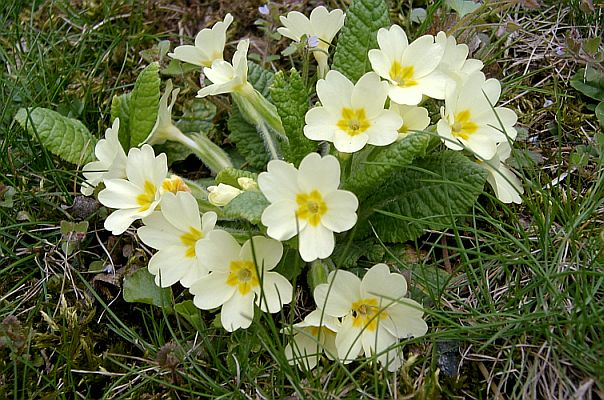
Provincie-bloem Hordaland

De stengelloze sleutelbloem (Primula vulgaris), in het Noors Kusymre of Kublom, is een van de symbolen van Hordaland. In Noorwegen kan zij worden gevonden in de kustprovincies vanaf Aust-Agder tot aan Helgeland in de provincie Nordland. Er is geen historische achtergrond voor deze keuze, anders dat in 1987 professor Olav Gjærevoll (toenmalig leider van de Noorse Botanische Vereniging) initiatief nam om dit te reguleren voor alle provincies. Over het algemeen werden er bloemen/planten gekozen die typisch (of uniek) zijn voor hun provincie.

## Bekende mensen
- Ole Bull (1810–1880), componist, violist
- Tore Eikeland (1990-2011), politicus
- Edvard Grieg (1843–1907), componist
- Nordahl Grieg (1902–1943), auteur
- Carl Joachim Hambro d.e. (1885–1964), politicus
- Ludvig Holberg (1684–1754), auteur
- Leif Andreas Larsen ("Shetlands-Larsen") (1906–1990), officier in de Tweede Wereldoorlog.
- Christian Michelsen (1857–1925), politicus
- Johan Sebastian Welhaven (1807–1873), auteur